# Callitris drummondii
Callitris drummondii ist eine Pflanzenart aus der Familie der Zypressengewächse (Cupressaceae). Sie ist im südwestlichen Teil Western Australias heimisch.

## Beschreibung
Callitris drummondii wächst als immergrüner Strauch, der Wuchshöhen von bis zu 10 Metern erreichen kann. Die Äste gehen gerade oder aufrecht vom Stamm ab.
Die grünen Blätter werden 3 bis 4 Millimeter lang und sind auf der Rückseite gekielt.
Die männlichen Blütenzapfen stehen einzeln an den Zweigen. Die einzeln oder in Gruppen an den Zweigen stehenden weiblichen Zapfen sind bei einem Durchmesser von 1,0 bis 1,5 Zentimetern abgeflacht-kugelig geformt. Jeder Zapfen besteht aus sechs dicken Zapfenschuppen und trägt normalerweise sechs Samenkörner. Die Samen können nach der Reife noch mehrere Jahre in den Zapfen verbleiben, bevor sie entlassen werden. Die kastanienbraunen Samen werden etwa 3 Millimeter groß und weisen einen oder zwei Flügel auf.

## Verbreitung und Standort
Das natürliche Verbreitungsgebiet von Callitris drummondii liegt im südwestlichen Western Australia. Es erstreckt sich dort von Albany bis zur Israelite Bay.
Callitris drummondii wächst vor allem auf Sandböden, welche sich über Laterit oder auf etwas von der Küste entfernten Dünen gebildet haben. Die Art kommt nirgendwo häufig vor.

## Systematik
Die Erstbeschreibung als Frenela drummondii erfolgte 1863 durch Filippo Parlatore in Journal of Botany, British and Foreign, Band 1, Seite 35. Ferdinand von Mueller überführte 1882 die Art in Systematic Census of Australian Plants … Band 1, Seite 109 als Callitris drummondii in die Gattung Callitris

## Gefährdung und Schutz
Callitris drummondii wird in der Roten Liste der IUCN als „gefährdet“ eingestuft. Es wird jedoch darauf hingewiesen, dass eine erneute Überprüfung der Gefährdung notwendig ist. Als Hauptgefährdungsgründe werden Waldbrände und Überweidung angegeben.